# Justino Duque
Justino Duque Domínguez (Valladolid, 14 de abril de 1927 - Valladolid, 31 de agosto de 2015) fue un jurista español, catedrático de Derecho mercantil y rector de la Universidad de Valladolid.

## Biografía
Cursó Derecho en la Universidad de Valladolid y realizó el doctorado en esta misma universidad, con premio extraordinario. En 1964 obtuvo la cátedra de Derecho mercantil, siendo catedrático de esta disciplina en la Universidad de La Laguna y en la Universidad de Salamanca. En 1970 pasó a ocupar la cátedra de la de Valladolid. De tendencia progresista y considerado cercano al PSOE, fue elegido rector de la Universidad de Valladolid en 1982, desempeñando el cargo hasta 1984. Ocupó la cátedra vallisoletana hasta su jubilación, pasando a ser profesor emérito. Fue decano honorario perpetuo de la Facultad de Ciencias Económicas y Empresariales de Valladolid.
En 2003 fue condecorado con la gran cruz de la Orden de San Raimundo de Peñafort.
Recibió el Premio Castilla y León de Ciencias Sociales y Humanidades de 2010 de manos de la Junta de Castilla y León «por su trayectoria humanista al servicio del Derecho y de la docencia; su aportación a la Ciencia Jurídica, su magisterio en el área del Derecho mercantil vinculado a las Universidades de Castilla y León y el haber creado una destacada escuela».